# Prix Tetsurō-Watsuji
Le prix Tetsurō-Watsuji (和辻哲郎文化賞, Watsuji Tetsurō Bunkashō) est un prix de science créé à l'occasion du centième anniversaire du philosophe Tetsurō Watsuji et décerné tous les ans par la ville d'Himeji dans la préfecture de Hyōgo. Le prix, doté de 1 million de yens est réparti en deux catégories : Général et Science.

## Présentation

### Catégorie: Général
Le prix dans la catégorie Général est attribué à des scientifiques qui, par leurs accomplissements en différents domaines tels que la littérature, l'art, l'histoire ou la culture en général, ont fait connaître Tetsurō Watsuji à un large public. 

### Comité de sélection
- Takeshi Umehara
- Chin Shunshin
- Ryōtarō Shiba
- Kōji Nakano
- Tetsuo Yamaori

### Catégorie: Science
Le prix dans la catégorie Science est décerné à des réalisations exceptionnelles dans les domaines où s'est illustré Tetsurō : philosophie, éthique, religion, histoire des mentalités et littérature comparée.

### Comité de sélection
- Megumi Sakabe
- Seizō Sekine
- Makoto Kurozumi
- Katō Misatake

## Lauréats
- 1988
  - Catégorie Général : Tabaki Ōkubo pour Okakura Kakuzō (岡倉天心)
  - Catégorie Science : William R. Lafleur pour Reasons for the Rubble: Watsuji Tetsuro's Position in Japan's Postwar Debate about Rationality (廃墟に立つ理性 戦後合理性論争における和辻哲郎の位相) de L'histoire intellectuelle de l'après-guerre au Japon (戦後日本の精神史)
- 1989
  - Catégorie Général : Hitoshi Usami pour Bemerkungen über die untergehende Sonne (落日論)
  - Catégorie Science : Yasutoshi Ueyama pour Freud et Jung - La psychanalyse et la société européenne de la connaissance (フロイトとユング - 精神分析運動とヨーロッパ知識社会)
- 1990
  - Catégorie Général : Susumu Nakanishi pour Le Manyōshū et l'étranger (万葉と海彼)
  - Catégorie Science : Yōko Nagazumi pour Diplomatie au début de la modernité (japonaise) (近世初期の外交)
- 1991
  - Catégorie Général : Noguchi Takehiko pour L'art de la guerre à l'époque d'Edo (江戸の兵学思想)
  - Catégorie Science : Herman Ooms[1] pour Tokugawa Ideology (徳川イデオロギー)
- 1992
  - Catégorie Général : Masakatsu Gunji pour Gunji Masakatsu édition révisée (郡司正勝刪定集)
  - Catégorie Science : Shōzō Ōmori pour Le Temps et le soi (時間と自我)
- 1993
  - Catégorie Général : Doi Ryōzō pour Die Kanrin Maru[Anm. 1] das Meer überquerend (咸臨丸海を渡る)
  - Catégorie Science : Hisatake Katō pour La tâche de la philosophie (哲学の使命)
- 1994
  - Catégorie Général : Yoshie Hotta pour L'homme du château Montaigne (ミシェル城館の人) et Hisashi Yamauchi pour Histoire et anthropologie de l'Être (「食」の歴史人類学)
  - Catégorie Science : Seizō Sekine pour Transcendance et symbole dans l'Ancien Testament (旧約における超越と象徴)
- 1995
  - Catégorie Général : Inoue Yoshio pour D. H. Lawrence - une biographie ncritique (評伝 D・H・ローレンス)
  - Catégorie Science : Yoshio Abe pour Charles Baudelaire (シャルル・ボードレール)
- 1996
  - Catégorie Général : Michiko Hasegawa pour Le mystère Babylone (バベルの謎)
  - Catégorie Science : Kiyomi Ono pour Le monde des technocrates et le national socialisme (テクノクラートの世界とナチズム)
- 1997
  - Catégorie Général : Makoto Tokunaga pour Le Ghetto de Venise - un voyage à travers l'histoire des idées de l'antisémitisme (ヴェニスのゲットーにて - 反ユダヤ主義思想史への旅)
  - Catégorie Science : Ichinose Masaki pour (?)- le Moment de John Locke (人格知識論の生成 - ジョン・ロックの瞬間)
- 1998
  - Catégorie Général : Yoshihito Shimada pour Vision du monde de la culture de riz - les mythes de l'époque des dieux à Kojiki (稲作文化の世界観 - 「古事記」神代神話を読む - )
  - Catégorie Science : Takeshi Sasaki pour Platon la magicien - Politique et philosophie au XXe siècle (プラトンの呪縛 - 二十世紀の哲学と政治)
- 1999
  - Catégorie Général : Saburō Nishimura pour Histoire naturelle de la Culture - l'Europe occidentale et le Japon (文明のなかの博物学 西欧と日本) et Kōji Watanabe pour La forme du monde en mouvement - croquis de la modernité japonaise I (逝きし世の面影 日本近代素描I)
  - Catégorie Science : Yoshiaki Utsunomiya pour Kant et les dieux - la foi rationnelle, la morale, la religion (カントと神 理性信仰・道徳・宗教)
- 2000
  - Catégorie Général : Shigemi Inaga pour La Peinture orientale (絵画の東方)
  - Catégorie Science : Michio Kobayashi pour Descartes - sa philosophie et sa portée (デカルト哲学とその射程)
- 2001
  - Catégorie Général : Hirohiko Okano pour Shinobu Orikuchi - Études sur sa pensée (折口信夫伝 その思想と学問) et Yamaori Tetsuo pour Sensualité et histoire de la morale (愛欲の精神史)
  - Catégorie Science : Kate Wildman Nakai[2] pour Arai Hakuseki et politique shogunale - Confucianisme et déroulement historique (新井白石の政治戦略 儒学と史論)
- 2002
  - Catégorie Général : Hideo Osabe pour Kirschen und Christus ein weiterer Aspekt bei Dazai Osamu (桜桃とキリストもう一つの太宰治伝)
  - Catégorie Science : Kimura Bin pour Édition complète en sept volumes des écrits philosophiques de Kimura Bin (木村敏著作集第7巻 臨床哲学論文集) et  Uemura Tsuneichirō pour L'essence du temps (時間の本性)
- 2003
  - Catégorie Général : Shun Akiyama pour Sensibilité et imagination - mon crime et mon châtiment (神経と夢想 私の罪と罰)
  - Catégorie Science : Tetsuya Shiokawa pour les pensées de Pascals (ブレーズ・パスカル考)
- 2004
  - Catégorie Général : Sukehiro Hirakawa pour Lafcadio Hearn - Colonisation, christianisation et renouvellement culturel (ラフカディオ・ハーン 植民地化・キリスト教化・文明開化)
  - Catégorie Science : Inoue Tatsuo pour Essai sur la loi (法という企て)
- 2005
  - Catégorie Général : Toshikazu Niikura pour Junzaburō Nishiwaki - Biographie critique (評伝西脇順三郎)
  - Catégorie Science : Yasiukuni Satō pour La Critique du Jugement, et le présent - à la recherche de nouvelles possibilités de téléologie (カント「判断力批判」と現代-目的論の新たな可能性を求めて)
- 2006
  - Catégorie Général : Oizumi Kōichi pour Hasekura Tsunenaga - La vérité à propos de la mission de l'ère Keichō - biographie critique, qui montre une image réelle et auparavant cachée (支倉常長 慶長遣欧使節の真相 ―肖像画に秘められた実像評伝―)
  - Catégorie Science : Tomonubu Imamichi pour Survie et devenir de la beauté (美の存立と生成)
- 2007
  - Catégorie Général : Hisafumi Iwashita pour Traité sur les geisha - wie die Japaner die als Götter Verkleideten vergessen haben (芸者論―神々に扮することを忘れた日本人)
  - Catégorie Science : Kunitake Itō pour la cosmologie de Charles Sanders Peirce (パースの宇宙論)
- 2008
  - Catégorie Général : Kōji Okaya pour Errances dans les mers du Sud (南海漂蕩)[3]
  - Catégorie Science : Ichirō Mori pour La mort et la naissance (死と誕生)
- 2009
  - Catégorie Général : Riko Imahashi pour La modernité de l'Akita ranga (秋田蘭画の近代)
  - Catégorie Science : Morio Tagai  pour Ferdinand de Saussure (フェルディナン・ド・ソシュール)
- 2010
  - Catégorie Général : Hiroko Sugita pour Je suis un chat de Sōsekis et Nietzsche (漱石の猫とニーチェ)
  - Catégorie Science : Takeshi Gonza  pour La Raison, l'État et l'Histoire chez Hegel (ヘーゲルにおける理性・国家・歴史)
- 2011
  - Catégorie Général : Yoshiharu Suenobu pour Masaoka Shiki In den Krieg ziehen (正岡子規、従軍す)
  - Catégorie Science : Masashi Nakahata pour La transformation de l'âme - la structure historique du concept de base de l'âme (魂の変容　心的基礎概念の歴史的構成)
- 2012
  - Catégorie Général : Ryū Gan’i pour Biografie de Shū Sakujin - Histoire des idées écrivains nippophiles (周作人伝　ある知日派文人の精神史) et Kyōko Azumi pour Onami aus dem « Kusamakura » et la révolution Xinhai (「草枕」の那美と辛亥革命)[Anm. 2]
  - Catégorie Science : Nakajima Takahiro pour Pratique de la symbiose - État et religion (共生のプラクシス　国家と宗教)